# 非常規引渡
非常規引渡，中文或稱特殊引渡、特別遞解，是由政府支援，以法外手段將人控制並從一個法管轄區以法外轉移（extrajudicial transfer）至另一司法管轄區。

## 各地情況

### 美國相關事件
已知的美國首宗非常規引渡事件，主角是一名劫機犯，他在意大利遭到控制，其後被帶到美國受審。行動得到羅納德·里根總統授權。比爾·克林頓總統授權非常規引渡至已知實行酷刑的國家，稱為代理酷刑。喬治·沃克·布什總統的政府非常規引渡了數百名「非法戰爭人員」（通常未受控告）以實行代理酷刑，及送往由美國控制的地點，以實行廣泛深入的訊問行動計劃，稱其為強化偵訊手段。非常規引渡在巴拉克·奧巴馬總統的政府治下，減少頻率，但繼續進行：對絕大多數被非常規引渡者，不實行深入訊問手段，代之以常規訊問，後帶到美國受審。

### 香港相關事件
在香港售賣中國政治敏感書籍的銅鑼灣書店負責人桂民海及李波先後於2015年10月及12月分別在泰國及香港失踪，李波在2016年2月初卻在中國大陸接受《環球時報》訪問時自稱「自願到中國大陸協助調查案件」，李波雖然在失踪前的最後行踪在香港島柴灣，但香港當局曾於1月稱沒有李波離開香港的出境紀錄，而李波的回鄉證依然留在家中。中國大陸媒體亦播放桂民海在中國大陸及認罪的片段，而桂民海雖然在泰國失踪，但泰國政府表示沒有桂民海的離境記錄，因此事件被指涉及非常規引渡，當事人是在威脅下自稱用偷渡等方法到中國大陸接受調查，英國、瑞典、美國及歐盟均稱事件是非法引渡，甚至是綁架。
具有加拿大籍的中國商人萧建华据纽约时报和路透社报道称於2017年1月27在香港四季酒店被中國便衣公安以輪椅載走，再被以非法律途徑由香港押解到中國大陸，但2017年1月31日肖建华发表声明，强调自己在香港“不存在被绑架回内地的情况”。香港01援引路透社报道称：中國中央政府為避免要繼續採取這種引渡方式，於是要求香港當局設立正式法律引渡途徑，這成為香港特區政府於2019年利用陳同佳案提出修訂逃犯條例的根本原因。
2017年年底，一名涉入侵美國機構電腦系統及美股內幕交易案、原準備移交予美國的澳門籍通緝犯（熊日），被移送往中國大陸，以「配合中國方面的刑事調查」。事件於2018年美國國務院發表《香港政策法》年度報告中首度提及，中國及香港特區政府至今並未提供任何有關資料。
2023年5月，據國際特赦組織指，一名維吾爾族博士生阿不都外力（Abuduwaili Abudureheman），於2023年5月10日傍晚乘搭國泰航空CX419號班機，由韓國首爾飛往香港，於到埗後以短訊向友人稱遭警方審問，之後失去聯絡，懷疑遭非法移送往中國大陸。及至5月28日，一位聲稱為阿不都外力的導師的讀者向韓媒指，阿不都外力仍然安全。5月29日，一位自稱為阿不都外力本人的人向國際特赦組織稱，他根本沒有前往香港，國際特赦組織其後刪除該新聞稿。然而有關人士的回應，並未有韓國當局的出入境記錄佐證。

## 法律問題
非常規引渡明顯違反國際法。聯合國視一國綁架另一國公民為反人類罪。而在西方傳統中，自從發生了特洛伊的海倫一事以後，綁架成為了公認的開戰理由。2014年7月，歐洲人權法院譴責波蘭政府參與美國中央情報局的非常規引渡，命令波蘭政府，對於被綁架至中情局位於波蘭的「黑牢」受酷刑的人士作出賠償。參與美國非常規引渡的國家，已知者共有54國。

2004年，批評者聲稱在美國知情或默許下（with the knowledge or acquiescence），目標人物被施以酷刑（美國法律禁止將任何人轉移至任何地點以實施酷刑）。而且有曾被拘留人士稱被帶到其他國家以酷刑訊問，例如澳大利亞公民Mamdouh Habib。2005年12月，時任美國國務卿的康多莉扎·賴斯表示：
美國從未將任何人，轉移至我們相信他會受酷刑的一個國家，將來也不會。在必要時，美國要求保證被轉移人士不會受到酷刑。
自2001年至2005年，據猜測有150名被中情局官員所捉拿的人轉移至世界各地。
在小布什總統政府治下，被引渡人士據報在所轉移至的國家受到酷刑。記者、公民及憲法權利團體、及曾被拘留人士，都聲稱這行徑是美國及英國政府知情，或獲得這兩國政府的協助。
美國的計劃公開後，在歐洲有數個正式調查展開，針對據稱涉及歐洲委員會成員國的秘密拘留與非法的國家間轉移（inter-state transfers）。按歐洲委員會一份2006年6月報告，猜測有100人在歐盟領土上被中情局綁架（得到歐洲委員會成員國協助），及轉移至其他國家，途中經常暫時停留在中情局使用的秘密拘留中心（「黑牢」"black site"），其中有些位於歐洲。根據另一份獨立的歐洲議會2007年2月報告，中情局進行了1245次航班，很多航班將目標人物送往可能受酷刑的目的地，此舉違反聯合國禁止酷刑公約第3條。歐洲議會以大比數認可了報告的結論，指出很多成員國縱容中情局的違法行動，以及批評數個歐洲國家的政府和情報機構不願意協助調查工作進行。
巴拉克·奧巴馬總統在2009年上任後數日，簽署行政命令，反對出於使人受酷刑的移解，並成立工作組以提供建議阻止此等移解。雖然奧巴馬政府避開使用一些最嚴苛的反恐手法，但是表示至少一些方式的移解會繼續進行。直至2011年，奧巴馬政府只容許移解「至對此人有司法管轄權的一個國家（目的為檢控此人）」，當得到外交保證「他們不會受非人道對待」。

## 定義
法律上，移解（rendition）是將個人從一個司法管轄區至另一個司法管轄的轉送與移交的行為，且是經法律程序之後及依從法律規定進行。但是非常規引渡（extraordinary rendition）是法外（extralegal）的，即在法律之外（見綁架）。移解是指轉移，按照非常規引渡的嚴格定義，移解並不包括在移動和交換法外囚犯之前或之後所發生的逮捕、拘留、訊問，和其他行為。然而實際上，非常規引渡被廣泛用以描述此等行為，尤其是最初的逮捕。後一用法伸延至形容恐怖份子嫌疑人被美國移送至已知以酷刑對待囚犯的國家，或使用嚴苛方式作訊問，可能達至酷刑程度的國家。
布什政府直認有這種行動；指出在移送的附加條件中，有特別要求不可使用酷刑。不過，縱然加入附加條件，酷刑仍然可能發生，而且有不少文件指稱在很多個案中有酷刑出現。在這些個案中，最初的抓捕者將囚犯交給實行酷刑的國家收押，容許酷刑有機會發生。
下一個程度區分（distinction of degree）是蓄意與否，對此一項的證據搜集仍在進行。有指稱一些被拘留者是在美國政府部門知情、默許，甚至參與下受到酷刑。以使人受酷刑為目的，將任何人移轉至任何地方，是違反美國法律。紐約律師Marc D. Falkoff指出證明轉移目的是使人受酷刑，可從其實際行動獲得證據。他在一次法庭訴訟中，描述了一份機密的囚犯轉移備忘錄，內文指由於不能對囚犯動用酷刑，因而不能獲取資料，遂建議將囚犯送往實施酷刑的國家。

## 過往例子

### 20世紀
美國在其帶領的「反恐戰」中，越來越多使用移解作為手段對待外籍被告，無視國際法中正常的引渡程序。移轉的各種現代方法中，包括把嫌疑人交由美國一方羈押，但其人則遣送至第三方國家，通常這過程中嫌疑人從未踏足美國本土，他所要移往的國家也沒有參與。這方法稱之為「非常規引渡」。在2011年利比亞內戰後，從位於的黎波里的利比亞外交部辦公室所獲得的數百份文件中，顯示美國中情局和英國軍情六處將嫌疑人送往利比亞當局，即使明知他們將受到酷刑。1995年美國克林頓總統簽署的總統指令，授權中情局依照1993年1月老布什總統設立的程序而使用移解（將被控的恐怖分子轉移至美國）。
批評者指控中情局將嫌疑人移解至其他國家，意圖避開要求正當法律程序及禁止酷刑的美國法例。批評者稱呼這種做法為「酷刑航班」（"torture flights"）。為這做法辯護的人稱，在嫌疑人的文化背景下，對嫌疑人用其母語訊問，可以比較成功地獲取資訊。
在一些個案中，遭到這種對待的嫌疑人，最後證實為清白。例如在Khalid El-Masri和Maher Arar的個案中，非常規引渡似乎用於無辜平民上。這些平民也遭受長期拘留。據報中情局對這些個案展開調案（稱之為「錯誤引渡」）。
有人將非常規引渡個案，和1970年代至1980年代的死亡飞行程序，特別是阿根廷所實施者，從社會學上作出比較。

### 歷史個案
第一宗知名的移解個案，涉及到1985年阿基萊·勞倫號的劫船者：他們獲得飛機後，在國際空域上飛行時，美國海軍戰鬥機使之迫降於西哥奈拉基地。這是美國海軍和北約使用的一個意大利軍事基地。美國試圖將劫船者帶到美國政府的代表的司法管轄範圍內，以便能夠將他們轉移至美國受審。
1987年9月，在里根政府任內，美國進行了一次非常規引渡。這是聯邦調查局和中央情報局聯合行動，代號「一枝黃花」（"Goldenrod"）。Fawaz Yunis因劫持載有美國公民的約旦航班而被美國通緝。特工引誘他登上塞浦路斯的一艘離岸小船，帶到國際水域後予以拘捕。
「里根政府沒有輕率地進行這次綁架。當時的聯邦調查局局長William H. Webster反對早前一個擄走Yunis的嘗試。他辯稱美國不應使用以色列的策略：以色列於1960年在布宜諾斯艾利斯的住宅區街道上，綁架了阿道夫·艾希曼……在1984年和1986年，於恐怖襲擊浪潮中，國會通過法例使得劫機和在國外襲擊美國人成為聯邦罪行。羅納德·里根1986年簽署秘密的隱閉行動指令（secret covert-action directive），授權中情局在國外任何地方綁架被通緝的外國恐怖份子，使得這些法例更具威力。美國外交關係詞典增加了一個單詞：移解（rendition）。」
美國公民自由聯盟聲稱非常規引渡是在克林頓執政期間發展。中情局官員在1990年代中期嘗試追蹤和解散中東的伊斯蘭武裝組織，特別是基地組織。

根據克林頓政府官員Richard Clarke所言：
「非常規引渡」是逮捕國外恐怖份子的行動，通常當地政府對行動並不知情，當地政府幾乎總是不會公開承認有這些行動發生。……我在1993年第一次提議擄奪時，白宮法律顧問Lloyd Cutler要求與總統開會，解釋這行動如何違反國際法。克林頓似乎傾向支持Cutler一方，直至從南非飛了一夜回來，因而較遲到達的戈爾加入會議。克林頓對戈爾重覆了雙方論據：「Lloyd說了這些，Dick說了那些。」戈爾笑着說：「不用想都知道，這事當然違反國際法，所以才要秘密行動。那傢伙是恐怖份子，去抓他屁股吧。」
里根和克林頓的情況都是涉及到已知的國外恐怖份子，在必需時秘密行動。布什政府在九一一襲擊後擴大了政策範圍。

作家Jane Mayer為《紐約客》訪問了在克林頓執政時設計移解計劃的中情局前官員Michael Scheuer，寫道：
1995年，美國探員向埃及提出了移解計劃，清楚說明美國有資源在全球追蹤、緝捕、移送恐怖嫌疑人，包括使用一支小規模機隊。埃及接受這個提議……Scheuer說：「當時大家清楚基地組織中一些高級成員是埃及人。拘捕這些人，符合美國的目標；送回這些人以便審問，則符合埃及的目標。」技術上，美國法律要求中情局從外國政府得到「保證」所移解的嫌疑人不會遭到酷刑。Scheuer告訴我這事是做了，但他「不確定」有否簽署任何文件確認這些安排。
Scheuer於2007年在國會作證，說沒有得到任何這方面的保證：「我讀到也聽到有人說克林頓先生、Berger先生和Clarke先生曾說過，9/11之後，他們堅持每個接收國，都要按照美國法律標準，對待移解至的人士。就我記憶所及，這是個謊言。」他承認囚犯受到的對待未必「達到美國標準」。他表示：
這事不用操心，因為移解計劃的目標是要保護美國，移解到中東政府的戰士，現在或是死了，或是身處不能傷害美國的地方。正如那句話：任務完成。
此後，中情局既得到克林頓總統批准，及一份總統指令（PDD 39），便選擇將嫌疑人送往埃及，移交埃及情報總局。

### 21世紀
九一一襲擊後的美國，尤其是中情局，挨批曾移解幾百名懷疑恐怖份子，或者協助恐怖組織人士，去到第三國，如埃及、約旦、摩洛哥、烏茲別克。這些「幽靈被拘留者」（ghost detainees）摒除在司法監察之外，他們通常未曾進入過美國領土，最終或許移交由美方羈押，或許不是。根據中情局前案件官員Bob Baer所說：「如果你要一個嚴肅的訊問，送囚犯去約旦。如果你要囚犯受酷刑，送他們去敘利亞。如果你要某些人消失，永不再見到他們，送他們去埃及。」
根據《華盛頓郵報》2005年12月4日Dana Priest的文章：
移解組的成員遵從一個簡單但標準的程序：他們從頭到腳趾穿上黑色衣著，包括面罩。他們蒙上新抓捕的人的面部，剪開他身上的衣服，給他服食灌腸劑和安眠藥。他們給被拘留人士穿上尿布和連衫褲，以準備可能需時一天的旅程。他們的目的地：或是中東和中亞的合作國家（包括阿富汗）所運作的拘留設施，或是中情局的一個秘密監獄。秘密監獄在機密文件中稱為黑牢（black sites），曾經於不同時候在八個國家中運作，包括幾個東歐國家。
歐洲對這種事件的審查愈見增強，瑞士參議員Dick Marty所領導的調查，在2006年6月發表公開報告。因此，在2005年12月美國參議院，準備通過一項包括數個修定的措施，要求國家情報總監定期而詳細地，交代關於美國在海外管理的秘密拘留設施的最新情況，以及報告每個囚犯的待遇和狀況。

## 公開報導方式
媒體形容有嫌疑人被拘捕、蒙眼、戴腳鐐、吃麻藥，或者被綁架，以私人飛機等方式轉移至其他國家。這些報道也稱嫌疑人所移解至的國家，會提供訊問者一個問題列表。

### 飛行航班

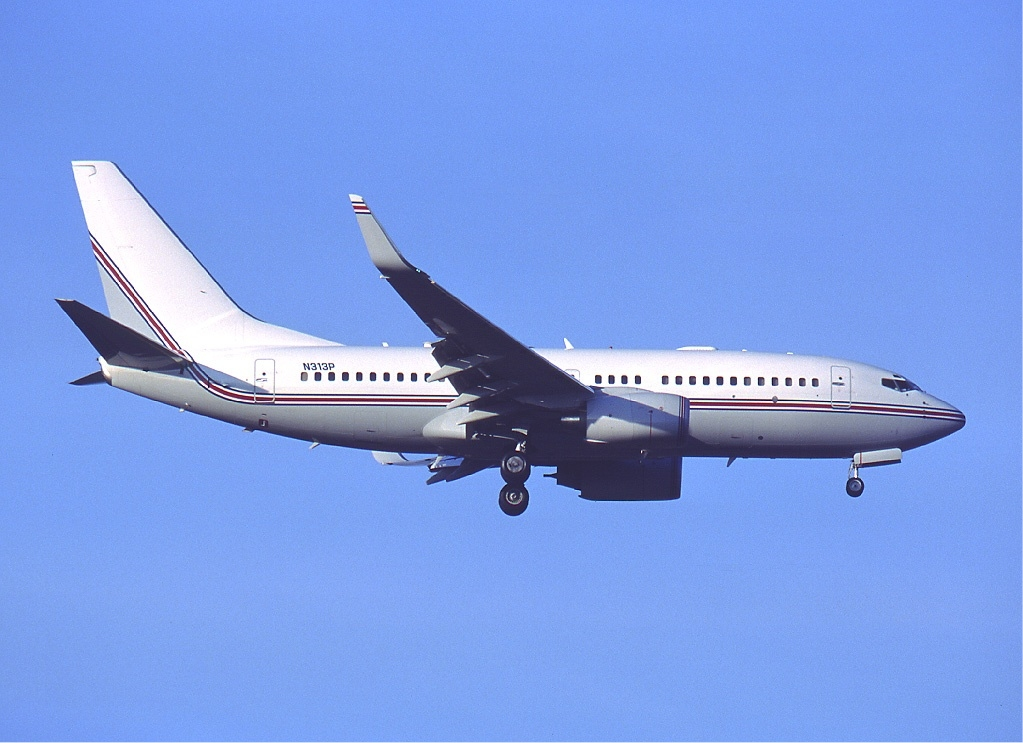
Boeing 737-700 of PETS in Frankfurt, Germany on 11 January 2003.

2001年10月4日，北約所有成員國在布魯塞爾制定出一項秘密安排。後來出任北約秘書長的英國國防大臣喬治·羅伯遜，將會解釋道北約成員國同意給「全盤的飛越領空許可予美國及其盟友的涉及反恐行動的軍事飛行」。

#### 波音傑普遜公司的國際飛行規劃
2006年10月23日，《紐約客》報道波音屬下的傑普遜公司處理中情局非常規引渡飛行的後勤規劃。這指控是基於前僱員所提供的資料，引述公司董事總經理Bob Overby的話「我們在做所有的非常規引渡飛行，也就是「酷刑航班」。面對事實吧，有些航班結果就是那樣。這項工作當然有不錯的收入。」文章續稱這可能使傑普遜公司成為Khaled El-Masri訴訟案的潛在被告。美國公民自由聯盟為數名聲稱遭受非常規引渡的人士，在2007年5月30日提出訴訟，傑普遜公司是被告。
2010年9月8日，一個聯訴上訴法庭，以「繼續下去會披露國家機密」為由撤銷訴訟。

### 「黑牢」
2005年，《華盛頓郵報》和人權觀察組織公開揭露中情局航班和「黑牢」（black sites），即中情局運作的秘密監獄。美國政府否認其存在。歐洲議會在2007年2月發表報告，內容涉及秘密拘留中心和非常規引勝（見下）。這些拘留中心違反歐洲人權公約及聯合國禁止酷刑公約。這些公約是所有歐盟成員國都必須遵守的。
根據ABC新聞報道，人權觀察組織提及的國家中有兩個設施，因近期受到公眾關注而關閉。中情局官員說被拘留人士轉移安置在北非的沙漠。11名高價值（high-value）的基地組織囚犯中，除一人外，都在中情局的秘密設施中，遭受約14名中情局官員，處以他們獲授權使用的最嚴苛的訊問手段，這些手段有時稱為「強化偵訊手段」。

#### 在歐洲的非常規引渡和黑牢

據稱是「非常規引渡」的中情局非法航班，按Rzeczpospolita所報道

2005年1月，負責歐洲調查工作的歐洲委員會代表，兼任瑞士參議員的Dick Marty，總結出有100人在歐洲被中情局綁架，成為了幽靈被拘留者，移解至可能受到酷刑的國家。Marty評價Hassan Mustafa Osama Nasr（又稱「Abu Omar」）於2003年2月在米蘭被拘押的個案，是「非常規引渡的完美例子」。
《衛報》2005年12月5日報道，根據美國法律學者的報告，英國政府若在知情下，容許中情局的秘密「移解」恐怖嫌疑人航班，降落於英國機場，英國政府便犯了國際法的罪行。

#### 對《華盛頓郵報》決定刪除黑牢地點的批評
FAIR評論《華盛頓郵報》決定刪除秘密監獄地點，解釋謂因為揭露出來「或會使美國政府受到法律挑戰，特別是在外國法院，增加在國內外受政治譴責的風險」，《郵報》做了減低這些風險的份內事。但是根據FAIR所說：「不過，非法及不為大眾接受的政府行動受阻礙的可能性，並不是要擔憂的後果，這就是美國憲法第一修正案的整個重點。……缺少了這些監獄的地點的基本事實，迫使它們關閉的『法律挑戰』或『政治譴責』即使還有可能進行，也相當困難。」FAIR認為黑牢監獄的持續存在，令美國的國際聲譽所受損害，比起公開其地點所導致的任何威脅都更為危險。
根據Raw Story，記者Larisa Alexandrovna和波蘭情報官員David Dastych認出的波蘭黑牢地點是Stare Kiejkuty。
蘇維埃時代Stare Kiejkuty的綜合設施，在二戰時由德國情報部門使用。這設施因為是唯一在蘇聯以外的俄羅斯情報訓練學校而著名。它在蘇維埃時代的名聲，暗示它可能是2005年11月華盛頓郵報的Dana Priest揭露中情局監獄網絡時，首個被認出但從未指名的設施。
Alexandrovna和Dastych兩人稱，線人對他們說道，相同的資料和文件都在2005年給了《華盛頓郵報》。他們更指明了隱藏這些黑牢的方法：
前歐洲及美國情報官員指出，華盛頓郵報首次認出在歐盟各地的秘密監獄，很可能不是永久地點，使得它們難以確認和定位。
官員說有些人相信的秘密監獄網絡，最可能是一系列的設施，在有需要時暫時供美國使用。屬過渡性質的「黑牢」，即隱閉行動的秘密設施，可以小到像政府建築物內的一個房間，當有囚犯被帶進去受短時間的拘留和訊問時，才成為黑牢。

他們繼續說明：「線人說這樣的一個地點，應是接近機場。」據Alexandrovna和Dastych所說，這個提及的機場是Szczytno-Szymany International Airport。
根據德國新聞社，前波蘭情報部門主管Zbigniew Siemiatkowski為了回應這些指控，發動媒體攻勢，聲稱Alexandrovna和Dastych的指控是「……為決定誰人繼任共和黨總統小布什的美國國內政治鬥爭的一部份」。

#### 監獄船
人權律師也曾指控美國指控運營「漂浮監獄」，收容及轉送在「反恐戰」中被捕人士。他們聲稱美國嘗試隱藏被拘留人士的數目及去向。雖然如今尚未有可信的消息曝光，但是使用監獄船的原因主要是使聖戰者不能攻擊一個固定地點，以幫助高價值囚犯，如指揮官及行動主管等逃走。

## 個案例子

### Khaled Masri 個案
Khalid El-Masri（又名Khaled El-Masri和Khaled Masri, 黎凡特阿拉伯語發音 [ˈxaːlɪd elˈmɑsˤɾi, -ˈmɑsˤɾe])（生於1963年6月29日）是一名德國公民，被馬其頓警察誤綁，交予美國中情局。中情局用飛機把他轉移至阿富汗，拘押在一個黑牢中。他被訊問、毆打、脫衣搜查、雞姦，並受到其他不人道及羞辱的對待，時而惡化至酷刑。El-Masri絕食抗議，在「鹽坑」受押四個月後，中情局終於承認誤逮及虐待他，把他釋放。中情局自2001至2005年綁架拘押者，估計約3000名，他是其中之一。

## 調查

### 多國組織的調查

#### 歐洲委員會的調查及兩份報告
2005年11月25日，歐洲委員會主調查員，瑞士議員Dick Marty宣佈他獲得了各個懷疑黑牢的經緯度，準備採用過往幾年的衛星圖片作為調查一部份。2005年11月28日，歐盟司法專員Franco Frattini表示，任何運作秘密監獄的歐盟國家，其投票權都會被暫停。在一份初步報告中，Dick Marty宣稱「歐洲各政府，或至少其下的情報部門，不知道」中情局在歐洲領土綁架「一百」名人士，並移解他們到有可能遭受酷刑的國家是「非常不可能的」。
Dick Marty領導的歐洲委員會的法律事務與人權委員會，2006年6月7日公開一份報告，題為"Alleged secret detentions and unlawful inter-state transfers involving Council of Europe member states."（據稱牽涉歐洲委員會成員國的秘密拘留及非法的國家間轉移」
報告發表後，歐洲委員會發表文件草稿，找到理由關注美國及歐盟成員國的操守，及對國際法及日內瓦公約的無視表達關注。文件提了五項建議。
在報告公開前數個月，歐盟反恐協調員Gijs de Vries在2006年4月宣稱，不存在證據顯示非常規引渡曾在歐洲發生，又說到歐盟和歐洲主要人權組織的調查，都沒有發現足以令法庭信服的侵犯人權或其他罪行。這來自歐盟機構的行政部門的成員的否認，在歐洲議會的報告中受到質疑。這份報告在2007年2月於議員中獲大比數接納。
另一方面，Dick Marty說明歐盟和美國對付恐怖主義的分別如下：
舊世界的國家主要用既有的機構與法律系統對抗這些威脅，相對地美國似乎作出根本上不同的選擇：考慮到常規的司法文書（conventional judicial instruments）和按照戰爭法綱領（the framework of the laws of war）設立的司法文書，都不能有效對付新型國際恐怖主義，它決定發展新的法律概念。這個法律的進路，對於歐洲傳統和感受而言全然陌生，且是明顯違背歐洲人權公約和國際人權宣言。
但即使Marty作出這一聲言，歐洲議會的調查揭開了歐洲特務機構和政府，參與到非常規引渡計劃的合作，使到這種截然二分的批評顯得過度簡化。Dick Marty本人未接受這種二元式的劃分，他顯示對於英國政府而言，伊斯蘭恐怖主義現象據稱也是過於嚴重，以致於英國政府需要重新考慮各種自由的平衡（balance of liberties）。Marty的報告指出：
編製所謂「黑名單」，加入懷疑與被定為恐怖份子的組織保持關連的個人和公司，並對他們實施相應的制裁，此舉明顯違反基本的公平審訊權的每條原則：沒有特定控罪，沒有聆訊權利，沒有上訴權利，沒有既定程序將人名從名單移除。
第二份報告在2007年6月8日公開。

#### 2006年6月27日歐洲委員會決議
歐洲委員會議會大會指控美國操控一個包含「強迫失蹤、秘密拘留及非法國家間轉移的隱秘蜘蛛網」，呼籲設立歐盟法規，以管理外國情報部門在歐洲的行動，並且要求在與美國簽訂的軍事基地協議中，要有「人權條款」。
在獲得大比數通過的決議和建議中，大會也呼籲
- 由美國廢除拘留與轉移系統。
- 檢討歐洲委員會成員國與美國的雙邊協議，特別是在歐洲駐守的美國部隊的狀況，以及軍事與其他基礎設施的使用，以確保符合國際人權規範。
- 向從未被正式起訴及經法庭程序提訴的非法拘留受害人，作出正式道歉和賠償。
- 一個指明要包括美國的國際性倡議，以建立共同的、真正全球的策略，應對恐怖份子威脅，並且符合民主、人權、法治。[95]

#### 歐洲議會的調查和報告
歐洲議會對數份報告自行作出調查。2006年4月，領導調查的歐洲議會議員表示關注中情局自2001年起在歐洲領土上進行逾1000次秘密航班，當中有一些是將恐怖嫌疑人送往使用酷刑的國家。調查人員說這些航班一次又一次地牽涉到相同的美國特務和飛機。議會在2006年7月通過決議，接納歐洲委員會的結論，此時議會仍然在調查這些計劃。
2007年2月14日，歐洲議會議員大比數通過委員會的最終報告（382贊成，256反對，74棄權），批評移解計劃。報告結論指很多歐洲國家縱容中情局的非法活動，包括讓秘密航班飛越領空。這些國家包括：奧地利、比利時、塞浦路斯、丹麥、德國、希臘、愛爾蘭、意大利、波蘭、葡萄牙、羅馬尼亞、西班牙、瑞典、英國。報告：
譴責很多成員國和歐盟理事會在調查中缺乏合作；

感到遺憾的是歐洲國家正在放棄領空的控制，無視或接受中情局的秘密航班，當中有些是用以非法運送被拘留者；

呼籲關閉關塔那摩（美國軍事拘留營），並呼籲歐洲國家立刻尋求釋放被美國部門非法拘留的本國公民和居民；

考慮到所有歐洲國家應開始獨立調查中情局的民航客機所作的所有停留；

促請對已知由中情局運行的參與非常規引渡的飛機，引入禁令或檢查系統。
根據報告，中情局運作了1245次航班，當中很多都是前往嫌疑人會受到酷刑的地方。議會也呼籲成立獨立調查委員會及關閉關塔那摩監獄。根據草擬文件的意大利社會黨Giovanni Fava，有「很高可能性」斷定從非法的非常規引渡計劃所獲得的情報，已經傳達到各歐盟政府，且各政府也知道這些情報的獲得途徑。報告也揭發在歐洲的使用中秘密拘留設施，其中包括羅馬尼亞和波蘭。報告定義非常規引渡為當「懷疑參與恐怖主義活動的個人被非法綁架和拘捕，或轉移予美國官員拘留，或轉移到另一個國家訊問，在大部份個案中涉及到隔離拘留（incommunicado detention）及酷刑」。

#### 曼弗瑞德·諾瓦克的聯合國報告
聯合國酷刑問題特別報告員曼弗瑞德·諾瓦克，在提交上聯合國大會的15頁報告中，列出美國、英國、加拿大、法國、瑞典、吉爾吉斯斯坦這數個國舉，違反國際人權公約，將恐怖嫌疑人遞解到諸如埃及、敘利亞、阿爾及利亞、烏茲別克等國，令他們有可能受到酷刑。
國際人權觀察組織在2005年12月1日指出「美國正拘留至少26人為『幽靈被拘留者』，他們在美國境外的秘密地點」，又公開部份被拘留者的名單。這些被拘留者無了期與外界隔離，無法律權利，不能尋找律師。

## 中情局計劃參與國及地區
根據開放社會基金會的一份報告，有54個國家及地區政府，在某些時候參與了中情局的非常規引渡計劃：
1. 阿富汗
2. 阿爾巴尼亞
3. 阿爾及利亞
4. 澳大利亞
5. 奧地利
6. 阿塞拜疆
7. 比利時
8. 波斯尼亞和黑塞哥維那
9. 加拿大
10. 克羅地亞
11. 塞浦路斯
12. 捷克
13. 丹麥
14. 吉布提
15. 埃及
16. 埃塞俄比亞
17. 芬蘭
18. 岡比亞
19. 格魯吉亞
20. 德國
21. 希臘
22. 香港[104]
23. 冰島
24. 印度尼西亞
25. 伊朗
26. 愛爾蘭
27. 意大利
28. 約旦
29. 肯尼亞
30. 利比亞
31. 立陶宛
32. 馬其頓
33. 馬拉維
34. 馬來西亞
35. 毛里塔尼亞
36. 摩洛哥
37. 巴基斯坦
38. 波蘭
39. 葡萄牙
40. 羅馬尼亞
41. 沙特阿拉伯
42. 索馬里
43. 南非
44. 西班牙
45. 斯里蘭卡
46. 瑞典
47. 敘利亞
48. 泰國
49. 土耳其
50. 阿拉伯聯合酋長國
51. 英國
52. 烏茲別克斯坦
53. 也門
54. 津巴布韋